# Władysław Kądziołka
Władysław Kazimierz Kądziołka (ur. 28 kwietnia 1925 w Klęczanach, zm. 22 kwietnia 1999 w Boguszowie-Gorcach) – polski górnik, poseł na Sejm PRL IV i V kadencji.

## Życiorys
Syn Józefa i Ludwiki z domu Kmiecik. Uzyskał wykształcenie średnie, z zawodu górnik. Pracował jako górnik-rębacz w Kopalni Węgla Kamiennego „Victoria” w Wałbrzychu. Wstąpił do Polskiej Zjednoczonej Partii Robotniczej. W 1965 i 1969 uzyskiwał mandat posła na Sejm PRL w okręgu Wałbrzych, przez dwie kadencje zasiadał w Komisji Przemysłu Ciężkiego, Chemicznego i Górnictwa.

## Odznaczenia
- Srebrny Krzyż Zasługi
- Brązowy Krzyż Zasługi
- Odznaka 1000-lecia Państwa Polskiego (1966)[1]